# Masato Harasaki
Masato Harasaki (jap. 原崎 政人, Harasaki Masato; * 13. August 1974 in der Präfektur Aomori) ist ein ehemaliger japanischer Fußballspieler.

## Karriere
Harasaki erlernte das Fußballspielen in der Schulmannschaft der Too Gijuku High School. Seinen ersten Vertrag unterschrieb er 1993 bei Fujita Industries (Bellmare Hiratsuka). Der Verein spielte in der zweithöchsten Liga des Landes, der Japan Football League. 1993 wurde er mit dem Verein Meister der Japan Football League und stieg in die J1 League auf. 1994 gewann er mit dem Verein den Kaiserpokal. Für den Verein absolvierte er 40 Erstligaspiele. 1999 wechselte er zum Zweitligisten Ōmiya Ardija. Für den Verein absolvierte er 178 Spiele. 2004 wechselte er zum Ligakonkurrenten Vegalta Sendai. Ende 2004 beendete er seine Karriere als Fußballspieler.

## Erfolge
Bellmare Hiratsuka
- Kaiserpokal

Sieger: 1994